# Mateja Kežman
Mateja Kežman, né le 12 avril 1979 à Belgrade, est un footballeur serbe, international yougoslave qui évoluait au poste d'attaquant.

## Biographie

### Débuts en Serbie
Débutant en professionnel dans le club de Sartid en 1997, ses 9 buts en 17 matchs persuadent le Partizan Belgrade de le recruter. Il met une saison à s’imposer, terminant malgré tout avec un bilan honorable de 6 buts inscrits en 22 matchs. La saison 1999/2000 le voit définitivement éclater au plus haut niveau, alors qu’il marque 28 buts en 38 rencontres.

### PSV Eindhoven
Kežman part par la suite jouer aux Pays-Bas pour 14 millions d'euros, plus précisément au PSV Eindhoven, où il devient le meilleur buteur du championnat néerlandais dès sa première saison avec 24 buts en 33 apparitions. Ses performances lui valent le surnom de « Batman » : à chacun de ses buts, la musique du générique de la série se fait entendre au Philips Stadion. Son coéquipier Arjen Robben est quant à lui surnommé Robin. Kežman marque 81 buts en championnat durant les trois saisons suivantes (35 buts lors de la saison 2002-2003) avant d'être recruté pour 5 millions de livres par Chelsea lors de l'été 2004.

### Angleterre et Espagne
Arrivé à Chelsea, il peine à s'imposer, mis à mal par la concurrence féroce à son poste. Éclipsé par le talent de Didier Drogba, il ne parvient pas à trouver sa place dans l'équipe, et ne score qu'à 4 reprises en 25 matchs de championnat. Avec un titre de champion d'Angleterre, malgré tout, il décide de quitter Chelsea pour rejoindre l'Atlético de Madrid pour un transfert estimé à 9 millions d'euros. Il éprouve à nouveau des difficultés à s'acclimater au championnat, et malgré un bilan honorable de 8 buts en 30 matchs, il refuse de poursuivre l'aventure.

### Fenerbahçe
En août 2006, il est transféré dans le club turc de Fenerbahçe pour 7 millions d'euros et 4 saisons. Entraîné par Zico, il participe à la conquête du titre de champion de Turquie 2007. Avec Kežman (9 buts), Alex (19 buts) et Tuncay Şanlı (9 buts), le club turc dispose d'une attaque de feu. Lors de la saison 2007-2008, il inscrit 11 buts et termine vice-champion de Turquie 2008.

### PSG
Le 19 août 2008, après de longues négociations avec Fenerbahçe, il signe au Paris Saint-Germain sous la forme d'un prêt avec option d'achat de 3,7 millions d'euros. Cette option sera automatiquement levée si le club francilien termine dans les 8 premiers du classement et non pas en cas de maintien comme il a longtemps été dit. À Paris, il est le troisième plus haut salaire et touche 250 000 euros mensuels.
Le 23 août 2008, il joue son premier match en Ligue 1. Il marque son premier but face au FC Nantes sur penalty le 14 septembre 2008. Il inscrit plusieurs autres buts notamment en Coupe UEFA, à Kayseri, contre Santander et contre Twente Enschede. Il réalise un doublé, le 25 janvier 2009, en Coupe de France, face au GFCO Ajaccio.
Après un incident survenu le 4 février 2009, Kežman est suspendu 15 jours par son club. Ce dernier avait jeté son maillot sous les sifflets des supporteurs parisiens pendant sa sortie. Il présente ses excuses dès le lendemain, mais reste sur le banc les matchs suivants.
La saison 2008-2009 est difficile pour le joueur qui n'a pas la confiance de l'entraîneur Paul Le Guen. Il apparaît rarement pendant toute la première partie du championnat.
Sur ses 6 titularisations, il marque 3 buts dont un penalty (contre Nantes, Le Mans et Valenciennes). Au mois de mai, il est élu meilleur joueur du mois par les supporters du PSG.
En manque de temps de jeu dans la capitale, Mateja Kežman est prêté une année avec option d'achat au Zénith Saint-Pétersbourg. Lors de la deuxième partie de la saison du club russe, il marque 3 buts en 10 matchs et aide le club à terminer troisième du championnat. En décembre 2009, il est élu Ballon de plomb de l'année devant Kader Keita et Nicolas Dieuze. Quelques jours plus tard, le club russe annonce que l'option d'achat du Serbe ne sera pas levée et Mateja doit rentrer à Paris au 30 décembre 2009.

Après son retour à Paris, le Serbe inscrit deux buts face à Boulogne-sur-Mer et Valenciennes.
Le 3 novembre 2010, son contrat est résilié. Le communiqué du club est le suivant : « Le Paris Saint-Germain et Mateja Kežman ont trouvé un accord ce jour pour la résiliation du contrat du joueur. Le club tient à remercier Mateja pour son professionnalisme tout au long de son passage sous les couleurs parisiennes. Il lui souhaite beaucoup de réussite pour la suite de sa carrière. »

### South China Football Club
Le 20 janvier 2011, Mateja s'engage avec le South China. Il déclare : « J'ai évolué toute ma carrière en Europe et j'avais besoin d'un nouveau challenge dans ma vie. L'opportunité de jouer pour South China m'excite et je sens que je vais apporter beaucoup à l'équipe »
Le 27 mars 2011, il remporte la Hong Kong League Cup, inscrivant au passage deux buts dans cette compétition.
Le 29 mai 2011, il inscrit le but de la victoire lors de la finale de la Hong Kong FA cup permettant à son équipe de l'emporter 2 à 1 après prolongation. 
À la fin de ce match, seulement quatre mois après son arrivée, Kežman annonce son départ du club. Il déclare : « Je peux rentrer chez moi heureux et satisfait et avec une nouvelle coupe dans mon palmarès. J'ai passé quatre mois fantastiques. »
En quatre mois, il aura remporté 2 coupes et terminé vice-champion de Hong Kong. Au total, il aura porté 17 fois le maillot du SSAA et inscrit 7 buts.

### BATE Borisov
Le 31 août 2011, Kežman signe un contrat de 4 mois au BATE Borisov. Après six matches de championnat et cinq de Ligue des champions, le club biélorusse ne renouvelle pas son contrat.

### Retour à Hong Kong et retraite
Kežman retourne au South China pour disputer la Asian Challenge Cup. Kežman prend sa retraite le 26 janvier 2012.

## Équipe nationale
Mateja Kežman marque lors de ses débuts internationaux pour la Yougoslavie contre la Chine en mai 2000.
Il qualifie l'équipe de Serbie-Monténégro à la Coupe du monde 2006 grâce à ses 5 buts, inscrivant d'ailleurs le seul but du match final qualificatif face à la Bosnie-Herzégovine (1-0) qui permet à l'équipe d'être directement qualifiée et d'arriver première de son groupe devant l'Espagne notamment. 
Au total, il marque 17 buts en 49 sélections avec la Serbie-Monténégro. Néanmoins sa carrière internationale est ternie par des expulsions comme lors de l'Euro 2000 (en 44 secondes de jeu face à la Norvège après un tacle sur Erik Mykland ; victoire 1-0) et au deuxième match du premier tour de la Coupe du monde 2006 contre l'Argentine (après un tacle sur Javier Mascherano ; défaite 0-6). Après ce match, il ne rejouera plus en sélection nationale.

## Statistiques
| Saison                | Club                            | Championnat           | Championnat | Championnat | Coupe nationale | Coupe nationale | Coupe de la Ligue | Coupe de la Ligue | Supercoupe | Supercoupe | Compétition(s) continentale(s) | Compétition(s) continentale(s) | Compétition(s) continentale(s) | Total | Total |
| Saison                | Club                            | Division              | M.          | B.          | M.              | B.              | M.                | B.                | M.         | B.         | Comp.                          | M.                             | B.                             | M.    | B.    |
| 1996-1997             | Radnički Pirot                  | Druga Liga            | 17          | 11          | -               | -               | -                 | -                 | -          | -          | -                              | -                              | -                              | 17    | 11    |
| 1997-1998             | FK Loznica                      | Prva Liga B           | 13          | 5           | -               | -               | -                 | -                 | -          | -          | -                              | -                              | -                              | 13    | 5     |
| 1997-1998             | Sartid Smederevo                | Prva Liga B           | 14          | 4           | -               | -               | -                 | -                 | -          | -          | -                              | -                              | -                              | 14    | 4     |
| 1998-1999             | Partizan Belgrade               | SuperLiga             | 22          | 6           | 6               | 2               | -                 | -                 | -          | -          | C2                             | 5                              | 0                              | 33    | 8     |
| 1999-2000             | Partizan Belgrade               | SuperLiga             | 32          | 27          | 2               | 2               | -                 | -                 | -          | -          | C1+C3                          | 6+1                            | 6+0                            | 41    | 35    |
| 2000-2001             | PSV Eindhoven                   | Eredivisie            | 33          | 24          | 4               | 3               | -                 | -                 | 1          | 0          | C1+C3                          | 6+5                            | 1+3                            | 49    | 31    |
| 2001-2002             | PSV Eindhoven                   | Eredivisie            | 27          | 15          | 2               | 1               | -                 | -                 | 1          | 1          | C1+C3                          | 6+5                            | 2+1                            | 41    | 20    |
| 2002-2003             | PSV Eindhoven                   | Eredivisie            | 33          | 35          | 3               | 4               | -                 | -                 | 1          | 1          | C1                             | 6                              | 0                              | 43    | 40    |
| 2003-2004             | PSV Eindhoven                   | Eredivisie            | 29          | 31          | 1               | 0               | -                 | -                 | 1          | 1          | C1+C3                          | 6+6                            | 0+6                            | 43    | 38    |
| 2004-2005             | Chelsea FC                      | Premier League        | 25          | 4           | 3               | 1               | 4                 | 2                 | -          | -          | C1                             | 9                              | 0                              | 41    | 7     |
| 2005-2006             | Atlético de Madrid              | Liga                  | 30          | 8           | 3               | 2               | -                 | -                 | -          | -          | -                              | -                              | -                              | 33    | 10    |
| 2006-2007             | Fenerbahçe SK                   | Süper Lig             | 24          | 9           | 2               | 0               | -                 | -                 | -          | -          | C3                             | 7                              | 2                              | 33    | 11    |
| 2007-2008             | Fenerbahçe SK                   | Süper Lig             | 22          | 11          | 4               | 5               | -                 | -                 | 1          | 1          | C1                             | 9                              | 2                              | 36    | 19    |
| 2008-2009             | Paris Saint-Germain (prêt)      | Ligue 1               | 21          | 3           | 2               | 2               | 4                 | 0                 | -          | -          | C3                             | 8                              | 3                              | 35    | 8     |
| 2009-2010             | Paris Saint-Germain             | Ligue 1               | 2           | 0           | -               | -               | -                 | -                 | -          | -          | -                              | -                              | -                              | 2     | 0     |
| 2009                  | Zénith Saint-Pétersbourg (prêt) | Premier-Liga          | 10          | 2           | -               | -               | -                 | -                 | -          | -          | -                              | -                              | -                              | 10    | 2     |
| 2009-2010             | Paris Saint-Germain             | Ligue 1               | 11          | 2           | 2               | 0               | -                 | -                 | -          | -          | -                              | -                              | -                              | 13    | 2     |
| 2010-2011             | Paris Saint-Germain             | Ligue 1               | 1           | 0           | -               | -               | -                 | -                 | 1          | 0          | C3                             | 1                              | 0                              | 3     | 0     |
| 2010-2011             | South China AA                  | First Division        | 6           | 2           | 2               | 2               | 1                 | 2                 | 2          | 0          | CA                             | 5                              | 1                              | 16    | 7     |
| 2011                  | BATE Borisov                    | Vysshaya Liga         | 6           | 0           | -               | -               | -                 | -                 | -          | -          | C1                             | 5                              | 0                              | 11    | 0     |
| 2011-2012             | South China AA                  | First Division        | -           | -           | -               | -               | -                 | -                 | 2          | 0          | -                              | -                              | -                              | 2     | 0     |
| Total sur la carrière | Total sur la carrière           | Total sur la carrière | 378         | 199         | 36              | 24              | 9                 | 4                 | 10         | 4          | -                              | 96                             | 27                             | 529   | 258   |

## Palmarès

### En équipe nationale
- Première sélection : (à Pékin) Chine - Yougoslavie : 0-2 le 25 mai 2000.
- 49 sélections avec la Serbie-et-Monténégro (17 buts).

### En club
Partizan Belgrade
- Vainqueur du Championnat de Yougoslavie en 1999.
- Meilleur buteur du Championnat de Yougoslavie en 2000 (27 buts).

 PSV Eindhoven
- Vainqueur du Championnat des Pays-Bas en 2001 et 2003.
- Vainqueur de la Supercoupe des Pays-Bas en 2000, 2001 et 2003.
- Meilleur buteur du Championnat des Pays-Bas en 2001 (24 buts), 2003 (35 buts) et 2004 (31 buts).

 Chelsea FC
- Vainqueur du Championnat d'Angleterre en 2005.
- Vainqueur de la Coupe de la Ligue anglaise en 2005.

 Fenerbahçe SK
- Vainqueur du Championnat de Turquie en 2007.
- Vainqueur de la Supercoupe de Turquie en 2007.

 Paris Saint-Germain
- Vainqueur de la Coupe de France en 2010.

 South China AA
- Vainqueur de la Coupe de la Ligue de Hong Kong en 2011.
- Vainqueur de la Coupe de Hong Kong en 2011.

 BATE Borisov
- Vainqueur du Championnat de Biélorussie en 2011.

## Tatouage
Kežman porte sur son avant-bras gauche un tatouage en serbe cyrillique, Само Ми Бог Може Судити, ce qui veut dire « Seul Dieu peut me juger ».